# منصور علیمردانی
منصور علیمردانی (زاده ۱۳۵۱) پزشک متخصص بیماری‌های عفونی و نماینده دوره دوازدهم مجلس شورای اسلامی از حوزه انتخابیه ابهر، خرمدره و سلطانیه استان زنجان است که با کسب ۲۳۸۶۴ رای به مجلس شورای اسلامی راه پیدا کرد.